# Chlumek
Chlumek (en allemand : Chlumek) est une commune du district de Žďár nad Sázavou, dans la région de Vysočina, en République tchèque. Sa population s'élevait à 164 habitants en 2020.

## Géographie
Chlumek se trouve à 12 km à l'ouest-nord-ouest de Velké Meziříčí, à 20 km à l'est-sud-est de Jihlava, à 22 km au sud-sud-ouest de Žďár nad Sázavou et à 129 km au sud-est de Prague.
La commune est limitée par Měřín au nord et au nord-est, par Otín à l'est, par Pavlínov à l'est et au sud-est, et par Kamenice au sud-ouest et à l'ouest.

## Histoire
La première mention écrite de la localité date de 1556.

## Transports
Par la route, Chlumek se trouve à 13 km de Velké Meziříčí, à 29,5 km de Žďár nad Sázavou, à 29 km de Jihlava et à 149 km de Prague.